# Villó-patak
A Villói-patak Heves vármegyében, Egercsehi-Bányatelep elnevezésű részétől valamivel magasabban ered a Heves-Borsodi-dombság területén, az Ózd-Egercsehi-medencében.

## Lefolyása
A Villó-patak az Ózd-Egercsehi-medencében ered, Egercsehitől északi irányban az egykori szénbánya Beniczky-aknája közelében. Egercsehi területén több kisebb vízfolyást magába fogad, majd délnek veszi útját és déli-délkeleti irányba kanyarogva éri el Szarvaskőtől északra az Eger-patakot. A patak hosszabb szakaszán a 25-ös főút mentén fut.

### Vízrajzi adatai
A patak hossza 10,5 km. Vízgyűjtő területe 22,3 km2. Közepes vízhozama a torkolatban 0,04 m3/s, a legkisebb 0, a legnagyobb 19 m3/s.

## Története
A Villó-patak forrásvidékén működött egykor a szénbánya, amely 1906 és 1989 közt üzemelt. A patak mentén Egercsehi látnivalói közt találjuk az 1830 körül épített klasszicista stílusú Beniczky-kastélyt, melyet Beniczky Zsigmond építtetett. A falu római katolikus temploma 1734-ben épült barokk stílusban.

## Part menti települések
A Villó-patak partján fekvő Egercsehi településen több, mint 1300 fő él.